# Islip (Northamptonshire)
Islip – wieś w Anglii, w hrabstwie Northamptonshire, w dystrykcie (unitary authority) North Northamptonshire. Leży 30 km na północny wschód od miasta Northampton i 104 km na północ od Londynu. Miejscowość liczy 763 mieszkańców.